# Xian de Dangtu
Le xian de Dangtu (当涂县 ; pinyin : Dāngtú Xiàn) est un district administratif de la province de l'Anhui en Chine. Il est placé sous la juridiction de la ville-préfecture de Ma'anshan.

## Démographie
La population du district était de 668 369 habitants en 1999.